# 濛池都护府
濛池都护府，唐羁縻都护府名。显庆二年末（658年初）平西突厥阿史那贺鲁，分西突厥弩失畢五部落置濛池都护府，分咄陸五部置崑陵都護府。濛池都护府辖境相当今中亚楚河以西至咸海（一说里海）一带地区，由唐朝冊封既往絕可汗管理，下轄哥系州都督府、孤舒州都督府、俱蘭都督府、千泉都督府。初属安西都护府，长安三年（702年）改属北庭都护府。垂拱以后弩失毕部落多为东突厥侵掠，散亡殆尽，天授元年（690年）都护率残部徙居内地，故土渐为突骑施所有。开元末复立阿史那昕为十姓可汗、濛池都护，遣兵护还故地。天宝元年（742年）昕至碎叶西俱兰城，为突骑施莫贺达干所杀，遂停袭。
| 都督府       | 州名   | 现在地名                               | 原部落                       |
| ------------ | ------ | -------------------------------------- | ---------------------------- |
| 濛池州都督府 | 濛池州 | 吉尔吉斯斯坦托克马克市阿克·贝希姆废城  | 以阿史那步真部置，在今碎叶城 |
| 濛池州都督府 | 叱勒州 | 吉尔吉斯斯坦比什凯克市西               | 以阿史那步真部置             |
| 濛池州都督府 | 碎叶州 | 吉尔吉斯斯坦伊塞克湖州雷巴奇耶市       | 以车鼻施部別種置             |
| 颉利州都督府 | 颉利州 | 吉尔吉斯斯坦伊塞克湖州波克罗夫卡       | 以拔塞干部置                 |
| 迦瑟州都督府 | 迦瑟州 | 吉尔吉斯斯坦纳伦州纳伦市               | 以拔塞干部別種暾沙钵部置     |
| 俱兰州都督府 | 俱兰州 | 吉尔吉斯斯坦卡因达                     | 以阿悉结阙部置               |
| 千泉州都督府 | 千泉州 | 哈萨克斯坦江布尔州卢戈沃耶卡缅卡       | 以阿悉结泥熟部置             |
| 哥系州都督府 | 哥系州 | 哈萨克斯坦塔拉斯州塔拉斯市             | 以哥舒阙部置                 |
| 答烂州都督府 | 答烂州 | 哈萨克斯坦江布尔州江布尔市             | 以哥舒阙部置                 |
| 孤舒州都督府 | 孤舒州 | 哈萨克斯坦奇姆肯特突厥斯坦市           | 以哥舒处半部置               |
| 盐禄州都督府 | 盐禄州 | 哈萨克斯坦克孜勒奥尔达州克孜勒奥尔达市 | 以哥舒处半部置               |
| 东盐州都督府 | 东盐州 | 哈萨克斯坦克孜勒奥尔达州朱萨雷         | 以哥舒处半部置               |
| 西盐州都督府 | 西盐州 | 哈萨克斯坦克孜勒奥尔达州阿拉尔斯克市   | 以哥舒处半部置               |